# James Reeves
James Reeves, narozen jako John Morris Reeves (1. července 1909, Wealdstone, Harrow on the Hill, Middlesex, dnes součást Londýna – 1. května 1978) byl britský spisovatel, básník, autor divadelních her a literatury pro děti. Věnoval se rovněž sbírání lidových písní. Působill také jako literární kritik a rozhlasový publicista.

## Životopis
James Reeves se narodil ve Wealdstone v londýnské čtvrti Harrow. Navštěvoval Stowe School, kde získal stipendium na Jesus College v Cambridge. Od roku 1932 vyučoval angličtinu na řadě škol a učitelských ústavů. Kvůli zhoršení zraku odešel v roce 1952 do důchodu a věnoval se jen své tvorbě a redakční práci.
Jeho první sbírka básní, The Natural Need, byla vydána v roce 1936 nakladatelstvím Seizin Press, které vedli Robert Graves a Laura Riding, jejichž práce Reevesovy rané básně někdy připomínají. K dalším Reevesovým svazkům patří The Imprisoned Sea (1949), Talking Skull (1958) a Poems and Paraphrases (1972). Kniha Collected Poems z roku 1974 je nejúplnějším vydáním jeho veršů. Jeho nejlepší práce charakteristicky kombinuje intenzitu nálady s podhodnoceným způsobem s výrazným a někdy strašidelným lyrickým efektem. Venkovská popisnost jeho méně významné poezie je jinde nástrojem ironického pastevectví vyjadřujícího jeho nespokojenost s městskou moderností. Jeho populární knihy poezie pro děti byly sbírány jako The Wandering Moon and Other Poems (Putující měsíc a jiné básně, 1973). Jako editor byl Reeves plodný, produkoval mnoho antologií prózy a poezie, jakož i výběry z práce Johna Donna, Gerarda Manleyho Hopkinse, Johna Clare a dalších.

## James Reeves a Československo

### Překlady z češtiny do angličtiny
- František Hrubín: Primrose and the Winter Witch : For children everywhere, (Pohádka o Květušce a její zahrádce, plná zvířátek, ptáků, květin a nakonec dětí); ilustrace Jiří Trnka, London : Paul Hamlyn, 1964[3]

### Překlady Reevsových děl do češtiny a slovenštiny
- Tulipánová kolíska, anglické rozprávky v podání Jamese Reevesa, Barbary Kerovej Wilsonovej a Ruth Manningovej-Sandersovej ; Z angl. originálov English Fables and Fairy Stories, Scotting Folk-Tales and Legends, Peter and the Piskies vybrala a preložila Elena Dzurillová ; Verše preložila Margitta Príbusová, 1. vyd. Bratislava : Mladé letá, 1965; 2. vyd. Bratislava : Mladé letá, 1967
- Kdyby prase mělo křídla (anglicky) If Pigs Could Fly,[4] překlad Pavel Šrut, zhudebnění Petr Skoumal, tato písnička byla titulní písničkou stejnojmenného alba Petra Skoumala z roku 1991.[5]